# Hlobane
Hlobane est une ville de la municipalité du district de Zululand dans la province du KwaZulu-Natal en Afrique du Sud. Centre d'extraction de charbon à 27 km à l'est de Vryheid et à 31 km au sud-ouest de Louwsburg. La localité était déjà connue en tant que telle au XIXe siècle et son nom s’appliqua à la ville en 1924.

## Histoire
Son nom vient d'un mot zoulou qui signifie "Lieu magnifique" ou "Lieu de discorde" selon les sources. Occupé depuis l'ère du roi Chaka par les abaQulusi, l'endroit fut la scène de la bataille de Hlobane pendant la guerre anglo-zouloue de 1879.